# ديبانكار روي
ديبانكار روي (من مواليد 7 نوفمبر 1982) هو لاعب كرة قدم هندي محترف متقاعد لعب في خط الوسط، مع نادي إيست بنغال في الدوري الهندي الممتاز.

## روابط خارجية
- ديبانكار روي على موقع قاعدة بيانات كرة القدم.إي يو (الإنجليزية)
- ديبانكار روي على موقع Soccerway.com (الإنجليزية)